# Sidi Hammadi
Sidi Hammadi (franska: Sidi Hammadi (CR), Sidi Hammadi (Commune Rurale), arabiska: سيدي عيسى بن علي) är en kommun i Marocko.   Den ligger i provinsen Fquih Ben Salah och regionen Béni Mellal-Khénifra, 190 km söder om huvudstaden Rabat. Antalet invånare är 14 535.